# Live: Hallelujah
| Recensione | Giudizio |
| ---------- | -------- |
| AllMusic   | [ 1 ]    |

Live: Hallelujah è il quarto album di Sammy Hagar e del gruppo Waboritas, uscito nel 2003 per l'etichetta discografica Silverline Records.

## Tracce
1. Hagar – Shaka Doobie (The Limit) – 3:30
2. Hagar – Three Lock Box – 3:40
3. Hagar – There's Only One Way to Rock – 4:05
4. Hagar – Give to Live – 4:08
5. Hagar, Michael Anthony, Alex Van Halen, Edward Van Halen – Top of the World – 3:50
6. Hagar, Larry Dvoskin – Deeper Kinda Love - – 4:27
7. Hagar, Michael Anthony, Alex Van Halen, Edward Van Halen – Why Can't This Be Love – 3:46
8. Hagar – Eagles Fly – 5:02
9. Hagar – Little White Lie – 3:41
10. Hagar, Denny Carmassi, Bill Church, Ronnie Montrose – Rock Candy – 4:40
11. Hagar – I Can't Drive 55 – 4:55
12. Hagar, Gary Glitter, Mike Leander – Mas Tequila – 5:19
13. Hagar, Jim Peterik – Heavy Metal – 4:47
14. Hagar, Michael Anthony, Alex Van Halen, Edward Van Halen – When It's Love – 5:38
15. Hagar, Michael Anthony, Alex Van Halen, Edward Van Halen – Right Now – 5:35
16. Hagar, Michael Anthony, Alex Van Halen, Edward Van Halen – Dreams – 4:59
17. Hagar – Hallelujah – 4:17

## Formazione
- Sammy Hagar - voce, chitarra
- Jesse Harms - tastiera
- Victore Johnson - chitarra
- David Lauser - batteria
- Mona Gnader - basso
- Michael Anthony - basso e cori di supporto in "Top of the World", "When It's Love", "Right Now" e "Dreams"
- Gary Cherone - duetto vocale con Hagar in "When It's Love"
- Pat Badger, Fran Sheehan, Sib Hashian, Barry Goudreau - coristi di supporto in "When It's Love"